# بیلی روژ
بیلی روژ (انگلیسی: Billy Ruge؛ ‏ حوالی ۱۸۶۶/۱۸۷۰ – ۱۹ اکتبر ۱۹۵۵) بازیگر و هنرمند وودویل و حرکات آکروباتیک اهل ایالات متحده آمریکا بود.
وی با هنرمندانی چون ویلارد لوئیس، اولیور هاردی، بیلی وست و کیت پرایس همکاری داشت.
از فیلم‌هایی که وی در آن‌ها نقش داشته است، می‌توان به ماجراهای مدرسه، سواری لذت‌بخش هوایی، سی روز، منحرف‌شده، برندگان جایزه، بسته گران‌بها، قهرمانان، اصل و نسب اشرافی، اصلاح‌طلبان، عشق و وظیفه، نجات‌غریق‌ها، شوالیه‌های رؤیایی، خاله بیل، دل‌های مشتاق، کشمکش چندجانبه، سگ‌های دریایی، آب‌درمانی، پسرهای مامان، یک بام و دو هوا نمیشه، دلیران، ماه عسل آنها، سرناد، یکی هم زیادی است، یک زایمان خاص، درهم‌ریخته و ترمیم‌شده، شهریاران سرعت، هارمونی سرکوب‌شده، عشق، فلفل و شیرینی و خشک‌شویی اشاره نمود.